# Adobe Account Access
Adobe Account Accessは、Adobeアカウントにタッチだけでアクセス可能にするアプリ。

## 概要
Adobe IDにサインインの必要がある際に、このアプリ経由でプッシュ通知を受け取り、これに 承認することでサインインを可能とするユーティリティ・ツール。

## バージョン履歴
- バージョン1.3 （2020年8月20日）
- バージョン1.4 （2020年10月10日）
- バージョン1.5 （2020年11月30日）
- バージョン2.3 （2021年2月3日…Android版のみ）